# LRC (Dateiformat)
LRC (Abk. von LyRiCs) ist ein Dateiformat zur Synchronisation von Liedtexten mit Audiodateien, beispielsweise MP3. Wenn die MP3-Datei auf bestimmten MP3-Playern abgespielt wird, wird der zugehörige Text angezeigt. Möglich ist die Nutzung aber auch auf dem PC mit üblichen Abspielprogrammen. Beispielsweise ermöglicht es das Programm MiniLyrics als Erweiterung der Abspielprogramme, während des Abspielens den dazugehörigen Text im Internet ausfindig zu machen und parallel darzustellen. Gegenwärtig werden dabei 15 Abspielprogramme unterstützt und können so auch als Karaokemaschine genutzt werden.
Eine Alternative zum LRC-Format existiert in Form des ID3-Frames SYLT für synchronisierte Texte.

## Aufbau
Das LRC-Format ist eine einfach aufgebaute Textdatei, die sich auch mit einem Texteditor bearbeiten lässt. Die Datei hat üblicherweise denselben Dateinamen wie die entsprechende Musikdatei, aber die Namenserweiterung .lrc.
Die ersten Zeilen der LRC-Datei enthalten oft sogenannte Tags, unter anderem mit Angaben zum Titel und den Interpreten. Diese ID-Tags sind weiter unten beschrieben.
Den Zeilen des Textes werden dann die Anfangszeiten für eine exakte Synchronisation vorangestellt. Diese Zeiten werden in der Form [mm:ss.cc] angegeben, dabei sind mm Minuten, ss Sekunden und cc Hundertstelsekunden:
```
[00:00.88]Freude, schöner Götterfunken, Tochter aus Elysium
[00:10.16]Wir betreten feuertrunken, Himmlische, dein Heiligtum.
[00:19.58]Deine Zauber binden wieder, was die Mode streng geteilt,
[00:29.19]alle Menschen werden Brüder, wo dein sanfter Flügel weilt.
...

```

Das zweite Trennzeichen kann bei manchen Playern anstelle des Punktes auch ein Doppelpunkt sein ([mm:ss:cc]), und die Hundertstelsekunden können auch weggelassen werden ([mm:ss]). Einige Programme wie z. B. Akari’s LRC Maker schreiben anstatt der Hundertstelsekunden Millisekunden ([mm:ss.ttt]), das wird aber nicht von allen Wiedergabeprogrammen unterstützt.
Wiederholungen lassen sich zusammenfassen, indem die betreffende Zeile nur einmal vorhanden ist, und die Zeitangaben hintereinander angegeben sind:
```
[00:00.88][01:36.00]Freude, schöner Götterfunken, Tochter aus Elysium

```

Es existiert auch noch ein erweitertes LRC-Format, bei dem auch für jedes Wort einzeln eine Zeitangabe angegeben werden kann, um bei passenden MP3-Playern oder mit passender Software einzelne Wörter oder Passagen hervorzuheben:
```
[00:00.88]Freude, <00:01.66>schöner <00:03.14>Götterfunken, <00:05.30>Tochter <00:06.47>aus <00:07.16>Elysium
[00:10.06]Wir betreten feuertrunken, <00:14.90>Himmlische, <00:16.67>dein Heiligtum.
...

```

ID-Tags mit weiterführenden Informationen können vor dem Text eingefügt werden, obwohl einige Abspielgeräte oder -programme diese nicht erkennen oder einfach ignorieren.
Der Offset (Versatz) ermöglicht es, die Zeitangaben an Musikdateien mit unterschiedlich langer Stille am Anfang anzupassen. Ein positiver Offset bewirkt, dass der Text eher angezeigt wird.
```
[ar:
Interpret
]
[al:
Album, aus dem das Musikstück stammt
]
[ti:
Titel des Musikstücks
]
[au:
Komponist und/oder Textautor
]
[length:
Länge des Musikstücks
]
[la:
Sprache des Textes in 
ISO-639-1
-Notation (zwei Zeichen)
]
[by:
Verfasser der LRC-Datei
]
[offset:
+/- Gesamtjustierung der Zeitstempel in Millisekunden; + verschiebt vorwärts; - verschiebt rückwärts
]
[re:
Das Abspielgerät oder -programm, mit dem die LRC-Datei erzeugt wurde
]
[ve:
Programmversion
]
```

## Bearbeitung
Zum Erzeugen und Bearbeiten von LRC-Dateien stehen verschiedene Softwarelösungen zur Verfügung, beispielsweise MiniLyrics, LRC-Lyricist, die foobar2000-Erweiterung Lyric Show 3 oder Online-LRC-Generatoren. Diese Programme erleichtern das Erzeugen einer LRC-Datei, indem sie die Möglichkeit bieten, bei einem vorhandenen Text die Zeiten auf Tastendruck oder Mausklick in die Zeilen einzutragen.